# 마크가디크가디호

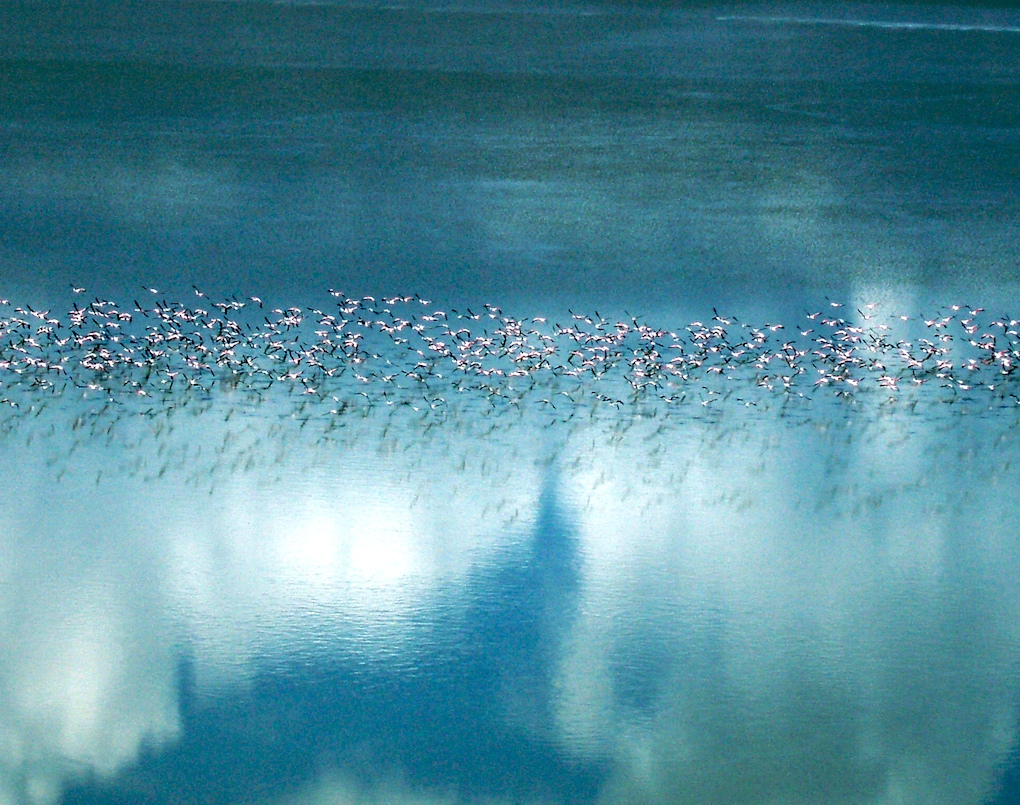
오늘날 보츠와나의 마카디카디 염전은 호수의 잔재를 나타낸다. 이 염전은 꼬마홍학과 홍학의 남부 아프리카에서 가장 중요한 번식지 중 하나이다.

마카디카디 호수(츠와나어: Letsha la Makgadikgadi, tn)는 200만 년 전부터 1만 년 BP까지 현재 보츠와나의 칼라하리 사막에 존재했던 고대 호수이다. 한때 면적은 80,000 to 275,000 km2 (30,888 to 106,178 mi2)에 달했으며 깊이는 30 미터 (98 ft)였다. 오카방고, 상부 잠베지, 그리고 콴도강은 한때 모두 이 호수로 흘러들었다. 그 잔재는 세계에서 가장 큰 소금 평원 중 하나인 마카디카디 염전에서 볼 수 있다.
DNA 연구에 따르면 이 호수 지역은 호모 사피엔스의 고향이며, 약 20만 년 전 인류가 별개의 종으로 처음 진화한 곳이며, 약 7만 년 후 아프리카의 다른 지역으로 확장되었다고 한다.

## 기원과 역사
약 3백만 년 전, 강한 동풍이 칼라하리 사막 중앙을 가로질러 동서로 긴 모래 언덕을 형성했다. 습한 시기 동안, 이 모래 언덕들은 이 지역의 큰 강들인 오카방고, 초베강, 그리고 상부 잠베지강을 남동쪽으로 흘려보내 림포포강과 합류하여 인도양으로 흘러들게 했다.
보츠와나 북부에는 모래 아래에 일련의 깊은 단층선이 지나간다. 이 단층들은 서로 멀어지면서 동아프리카 대지구대를 형성한 평행 단층선 시스템의 가장 남쪽 확장으로 여겨진다. 리냔티강과 초베강의 일부 경로는 오늘날 이 단층선을 나타낸다.
약 2백만 년 전, 하라레를 거쳐 불라와요를 지나 칼라하리 사막 동쪽에서 끝나는 북동-남서 방향의 오밤보랜드-칼라하리-짐바브웨 축선으로 알려진 단층이 조륙 굴곡을 일으켜 림포포로의 배수 경로를 차단했다. 이로 인해 마카디카디 호수가 형성될 수 있었다.
사부티와 노스 게이트 사이의 거대한 마그위퀘 사구 능선은 아마도 북서쪽 해안선 중 하나였을 것이다. 또 다른 해안선은 현재 마카디카디 국립공원 서쪽 경계 바로 서쪽에 있는 덜 뚜렷한 기디퀘 사구 능선이었을 것으로 추정된다.
이 지역의 칼라하리 고지대 여러 곳에서 파도에 씻긴 지형을 발견할 수 있다. 사부티 북쪽의 고하 언덕 동쪽은 특히 명확한 예이다. 둥근, 물에 침식된 자갈도 발견할 수 있다.
수천 년이 흐르면서 호수는 가득 찼다. 약 2만 년 전, 호수는 넘치기 시작했고, 북동쪽 분수계에서 가장 낮은 지점을 새로운 배출구로 삼았다. 이로 인해 잠베지강 중류와 하류가 연결되어 빅토리아 폭포가 형성되었다. 물이 분지 밖으로 흘러나갈 수 있게 되면서 마카디카디 호수는 부분적으로 배수되었고 평균 수위가 감소했다.
더 건조한 기후가 이어지면서 증발량이 증가하고 호수를 공급하는 강의 유량이 감소했다. 약 1만 년 전에는 마카디카디 호수의 건조가 상당히 진행되었다. 오카방고강에서 온 퇴적물과 파편, 그리고 바람에 날린 모래가 점차 호수를 메웠다.
구마레 단층이 형성되어 지반이 낮아졌다. 그 결과, 오카방고강의 물이 이전보다 훨씬 넓은 지역으로 퍼져 나가 현재의 특징적인 부채꼴 모양의 오카방고 내륙 삼각주를 형성했으며, 이는 마카디카디 호수로 유입되는 물을 더욱 줄이고 호수의 소멸을 가속화했다.

### 인류 기원설
2019년 10월, 바네사 헤이스가 이끄는 연구팀은 마카디카디 호수 주변 지역이 현대 인류(호모 사피엔스)가 처음 진화한 곳이라고 제안했다. 이 발견은 남부 아프리카 인구에서 채취한 1,217개의 미토콘드리아 DNA 샘플을 기반으로 한다. 연구자들은 약 20만 년 전(200 카야) 현대 호모 사피엔스의 가장 초기 모계 혈통이 어디에서 나타났는지 추적할 수 있었다. 그들은 이 지역이 잠베지강 남쪽의, 현재 보츠와나, 나미비아, 짐바브웨의 일부를 포함하는 지역이라고 결론지었다. 이는 고대 마카디카디 호수의 해안에 해당한다.
이 결론은 런던 자연사 박물관의 인류 기원 책임자인 크리스 스트링거와 펜실베이니아 대학교의 유전학자 사라 티시코프에 의해 이의가 제기되었다.
초기 호모 사피엔스 활동의 발굴은 북케이프의 가-모하나 언덕에서 발견되었으며, 약 10만 5천 년 전(105 카야)으로 거슬러 올라간다.

## 생태
마카디카디 호수는 한때 콩고, 잠베지, 오카방고, 림포포 강을 헤엄치던 수많은 시클리드가 태어난 곳으로 추정된다. 무려 100~400종의 새로운 종이 있었고, 이 중 약 25종이 오늘날까지 살아남았다. 호수의 엄청난 크기는 이 물고기들의 조상에게 활용할 수 있는 매우 넓은 범위의 새로운 생태적 틈새를 제공했으며, 따라서 호수가 완전히 마르기 전에 기록적인 시간 내에 새로운 종의 진화를 자극했을 수 있다. 이 이론은 또한 호수 내에서 진화한 새로운 종들이 호수 물이 빠져나가면서 함께 탈출하여 이 지역의 강을 개척하고 오늘날 존재하는 시클리드로 진화했을 것이라고 말한다.
현재 이 땅은 대부분의 기간 동안 건조하며, 비가 오는 여름철에는 계절성 습지가 된다.

## 유산
오늘날 마카디카디 호수의 유일한 잔재는 오카방고 삼각주, 은차이 염전, 은가미 호수, 사우 호수, 마바베 저지 및 두 개의 주요 마카디카디 염전: 수아 염전과 느웨트웨 염전이다.
마카디카디 염전은 세계에서 가장 큰 염전 중 하나이며, 이 거대한 호수의 마지막 잔재로 형성되었다. 오카방고 삼각주는 오카방고강이 옛 호수 바닥에 도달하여 형성된 매우 큰, 늪지대 내륙 삼각주이다. 현재는 모든 물이 궁극적으로 증발하고 증발산되는 내륙유역이다.
한때 호수를 공급했던 다른 남쪽으로 흐르는 강들은 이제 모두 잠베지강에 의해 포획되었다.